# しりこだま
しりこだま/しりこ（1971年11月23日 - ）は、日本の著作家、小説家、詩人、出版プロデューサー。
「しりこ」名義ではテレビ・ラジオ番組の放送作家（構成作家）、ラジオパーソナリティ、番組プロデューサー。また、作詞家、作曲家、編曲家、音楽プロデューサーとして活動し、独立系レコード会社の自主レーベルを設立・運営している。
大阪府出身。血液型はA型。近畿大学法学部卒業。法学士 。

## 概要
JR大阪駅前のオフィスビルに「しりこだま文学事務所」を設立し、単行本の企画・執筆・編集を手掛けている。テレビ・ラジオ番組の放送作家（構成作家）でもあり、番組の企画・制作も手掛け、多数の番組にレギュラー出演もしている。自身が番組プロデューサーとして放送局のスタジオ収録に立ち合っている番組も多く、出演者のキャスティング、番組内の選曲も担当している。2020年1月以降は総ての仕事において「しりこ」名義で活動している。作詞家・作曲家・編曲家としての自身の実績が認められ、一般社団法人である日本音楽著作権協会（JASRAC）との信託契約を個人名義で成立。2020年に独立系レコード会社の自主レーベル「Cute Melancholy Records（キュート・メランコリー・レコード）」を設立。自社CDを全国のCDショップに流通するシステムを開拓。
サイバーエージェント社が運営するアメーバブログではタレント公式ブロガーとして登録されており、ブログ、Twitter、Instagram、Facebookでは「作家しりこだま」と表記されている。SNS活動におけるトラブルを防ぐために顧問弁護士としてインターネット問題を専門とした弁護士を雇っている。

## 来歴
1971年、大阪府に生まれる。幼少期を広島県と山口県で過ごす。1996年に作家デビュー。1997年に難病であるベーチェット病の完全型と医師より診断を受ける。以後、大学病院での入院生活を経て、退院した翌年、作家竹内義和と格闘家田中正悟に弟子入りし、作家名「しりこだま」と命名される。師匠となる竹内義和や先輩作家らが朝日放送ラジオの番組内で語っていたように、彼の几帳面で丁寧な仕事ぶりは信頼性が高く、それが出版界でも話題となり、青木雄二、桑名正博、教育者・前川篤などの著作活動にスタッフとして参加。元SMAPの中居正広主演フジテレビ系列ドラマ『ナニワ金融道』の原作者青木雄二のエッセイ本（漫画『ナニワ金融道』終了後の一部の著書）では、公式インタビュアーとして抜擢され、青木雄二の当時の自宅（神戸市）に週に一度は新幹線で訪れていた。芸能関係者からの人望も厚く、多くの俳優・歌手・芸人の著書 に編集スタッフとして参加し、企画とプロデュースも手掛けることもあり、幾つものヒット作を世に送り出している。
「しりこだま」名義の単行本は後述の#主な著書の通りとなっている。自身がベーチェット病という指定難病である境遇から、あらゆる難病をテーマに闘病小説を綴り、単行本として出版している。こういった実績において難病作家と称されている。また、ベーチェット病の他に、2009年にはインピンジメント症候群という骨の病気になり、手術を受けている。ベーチェット病とインピンジメント症候群のエピソードについては自伝的小説を含む代表作3作品を1冊に収録した小説集『しりこのまなざし～ソネット、クリスマスローズ、エーデルワイス～』に書かれてある。文章にとどまらず、レイアウト、書籍の表紙をデザインするなど装丁家として芸術・アートの分野でも実力を発揮している。
作家活動以外では、テレビ・ラジオ番組の企画・制作・出演、レコード会社の自主レーベルの設立・運営、CDの企画・制作、闘病講演の実施、トークライブの主催、音楽イベントの企画・運営などを展開。音楽業界でも多くのミュージシャンと交流が深く、元オフコースの清水仁と2年連続で音楽イベントを開催、自身が編集スタッフとして参加した書籍の帯文をTHE ALFEEの坂崎幸之助に依頼し、坂崎には、その出版社が製作したCDの帯文も依頼した他、TM NETWORKの元サポート・メンバーでもあった浅倉大介が結成した音楽ユニットIcemanのリード・ボーカリスト黒田倫弘のソロ・シングル『CELL』の公式レビューを黒田のマネージャーから依頼されて執筆。2006年発売の黒田のCDアルバム『unchanged』の歌詞ブックレットには、しりこだま名義でスペシャル・サンクスとしてクレジットされている。実際にレコーディング・スタジオを訪れたり、ツアー先の会場の楽屋訪問をした様子などが、黒田のファンクラブ会報内で写真と共に掲載された。「しりこ」に改名して以降は、映像制作にも力を入れ、BSフジの番組プロデューサーから番組宣伝（SNS限定の番宣）を依頼されて動画を作成して配信するなど、多方面で幅広い活動を展開。
テレビやラジオの番組に放送作家として参加し、番組の企画構成も手掛けている。2004年、テレビ大阪の番組『バットファクトリー』では初回から最終回の放送まで現場の制作スタッフとして参加し、2005年以降、サンテレビ、ラジオ関西、KBS京都ラジオなど幾つかの番組では出演者のキャスティングを担当。テレビ・ラジオの制作スタッフの仕事と並行して、放送局の番組の企画イベントや公開収録にも現場に制作スタッフとして参加。KBS京都ラジオの番組『トークンロール』（みうらじゅん、つぼイノリオらが出演）や朝日放送ラジオの番組『ABCアシッド映画館』のイベントなどの会場に制作スタッフとして参加。新宿ロフトプラスワンで数回に渡り開催された水野晴郎監督作品『シベリア超特急』シリーズのDVD発売記念イベント（水野晴郎、竹内義和、水道橋博士らが別々の日程で出演）にイベント・レポートのライターとして会場に参加。2010年以降、ラジオ大阪の番組『土曜情報スタジオ』にレギュラー出演。その一方で、舞台演劇の脚本執筆、映像関係の専門学校の学生制作の映画に原作を提供。映画プロデューサーとして携わることもあり、映画館・劇場・ミニシアターなどで上映された際、上映前のトークショーや映画関連イベントに登壇。
2019年の秋から、ラジオ大阪、MID-FMなど、複数のラジオ局の番組でメインパーソナリティとしてレギュラー出演。ラジオ大阪の番組『しりこ夢うつつ』ではラジオドラマとして台本の執筆と朗読を担い番組プロデュースも兼務。続いて『しりこ虹色通信』 にもレギュラー出演、企画構成、BGM選曲、番組をプロデュース。次に『松島進一郎の男心の一直線』『水野浩児の月曜情報スタジオ』『出光仁美の仁美ちゃんなんしよっと!』の番組宣伝を構成、『早起き情報スタジオ』では番組宣伝の構成を務めながら準レギュラーで出演。ラジオ大阪の東京支社の番組『浅香唯のドリームビリーバー〜幸せの色〜』では番組の企画と構成と選曲、『江木俊夫(フォーリーブス)の聞いてんの?』では番組の企画と構成とポエム・コーナーの脚本を担当。ラジオ大阪・BSフジを含むフジサンケイグループをはじめとする大手の放送局において多数の番組に企画や制作などで関わっている。
2019年以降の出演番組では自身が作詞・作曲・編曲した楽曲を地上波のラジオ番組で放送。2020年には新大阪駅の付近に借りたオフィスビル内に独立系レコード会社の自主レーベル「Cute Melancholy Records（キュート・メランコリー・レコード）」を設立し、CDの企画と制作を手掛け、作詞家・作曲家・編曲家、音楽プロデューサーとして活動の場を広げ、大手の流通会社ダイキサウンドによる販売・流通のもと、全国のCDショップで自社CD取扱システムを開拓。設立年（2020年5月）から翌年（2021年4月）にかけて1年間で3枚のCDアルバムを新譜として全国発売。その実行力が音楽業界だけでなく放送業界でも話題となり、ラジオ大阪で特別番組が放送されるなど多くのメディアにおいて、シンガーソングライターとしても注目を浴びる。2021年11月、4枚目のCDアルバム『何も知らないくせに』を全国発売した直後、作詞家・作曲家・編曲家としての自身の実績が認められ、一般社団法人である日本音楽著作権協会（JASRAC）との信託契約を個人名義で成立。信託契約成立後、2022年7月、5枚目のCDアルバム『もう愛も優しさもいらないよ』以降、CDのレーベル面とジャケット裏面にJASRACのロゴタイプが印刷されている。2023年4月、6枚目のCDアルバム『夕映えの空にキュンとなった』を全国発売し、これら6枚のCDアルバムから選曲・構成されたベスト・アルバム『儚い記憶だけは消さないで』を2024年5月に全国発売。今後の自社レーベル内において、CD制作と並行し、文学界における書籍の企画・制作も再始動する意向を本人出演のラジオ番組で語っている。その結果として、単行本『雨くんず、光かそけし』（小説）を出版。公式サイトで本人が「有言実行」と自ら主張。

## 主な著書
- 「逆流する血液とベゴニアの朝」(2003年、澪標 ISBN 4-86078-008-6)
- 「不治の病とスイートピーと夢」(2004年、澪標 ISBN 4-86078-028-0)
- 「永遠なる光とエーデルワイス」(2005年、澪標 ISBN 4-86078-060-4)
- 「インシュリン」(2006年、澪標 ISBN 4-86078-094-9)
- 「バックステージパス」(2006年、澪標 ISBN 4-86078-080-9)
- 「メモリーズ 〜しりこだま作品集〜」(2007年、澪標 ISBN 978-4-86078-107-1)
- 「終わりのない悲しみ」(2010年、澪標 ISBN 978-4-86078-159-0)
- 「クリスマスローズと青春の光」(2012年、澪標 ISBN 978-4-86078-194-1)
- 「ロマンス」(2013年、澪標 ISBN 978-4-86078-230-6)
- 「ソネット（終わりのない悲しみ・完全版）」(2014年、澪標 ISBN 978-4-86078-282-5)
- 「海辺のカフェと恋人たち ～しりこ詩集～」(2018年、デザインエッグ ISBN 978-4-8150-0667-9)
- 「しりこのまなざし 〜ソネット、クリスマスローズ、エーデルワイス〜」(2019年、青山ライフ出版 ISBN 978-4-434-25960-9)
- 「雨くんず、光かそけし 〜娘と母の青空をさがして〜」(2023年、パレードブックス ISBN 978-4-86522-373-6)
- 「しとえ」(2024年、デザインエッグ ISBN 978-4-8150-4443-5)
- 「うさぎりんごの深呼吸 ～あたしの不安、ひだまりの恋びと～」（2025年、パレードブックス ISBN 978-4-86522-437-5）

※その他、プロデュース作品、企画編集、共著がある。

## 音楽CD（アーティスト名/しりこ）
- CDアルバム[3]
  - 「しりこのデモテープ」(2020年5月27日、規格品番CMR-001、JAN 4525118086259)
  - 「しりこのデモテープ 2」(2020年10月21日、規格品番CMR-002、JAN 4525118087904)
  - 「しりこれくしょん 〜しりこのデモテープ 傑作選〜」(2021年4月21日、規格品番CMR-003、JAN 4525118089915)
  - 「何も知らないくせに」(2021年11月23日、規格品番CMR-004、JAN 4525118092328)
  - 「もう愛も優しさもいらないよ」(2022年7月27日、規格品番CMR-005、JAN 4525118095169)
  - 「夕映えの空にキュンとなった」(2023年4月26日、規格品番CMR-006、JAN 4525118097392)
  - 「儚い記憶だけは消さないで」(2024年5月22日、規格品番CMR-007、JAN 4525118100078)

## 主な出演イベント
- トークライブ
  - 「しりこベスト」(2002年12月)
  - 「しりこベスト 2」(2003年7月)
  - 「しりこベスト 3」(2003年8月)
  - 「しりこベスト 4」(2003年9月)
  - 「しりこベスト FINAL」(2003年12月)
- 音楽イベント
  - 「元オフコース・清水仁 with しりこだま part 1」(2004年7月)
  - 「元オフコース・清水仁 with しりこだま part 2」(2005年10月)

※公式サイトより引用。その他、ゲスト出演イベントあり。

## 闘病講演
- 「生きることは不安ですか? part 1」(2004年6月)
- 「生きることは不安ですか? part 2」(2004年7月)
- 「クリスマスローズと青春の光」(2012年6月)

※公式サイトより引用。その他、難病患者会での講演にゲスト出演。

## 朗読劇
- ポエトリーリーディングイベント「Aggi de 浮遊」メイン出演(2005年3月)
- navel協賛・朗読劇「ベゴニアの朝」ゲスト出演(2007年5月)

※公式サイトより引用。